# Gabrovica pri Komnu
Gabrovica pri Komnu je naselje v Občini Komen. Tu stoji baročna župnijska cerkev sv. Petra.